# 布拉加萨尔格
布拉加萨尔格（法語：Bragassargues，法語發音：[bʁaɡasaʁɡ]）是法国加尔省的一个市镇，属于勒维冈区。

## 地理
布拉加萨尔格（43°55'1"N, 4°3'3"E）面积7.49 平方千米，位于法国奧克西塔尼大區加尔省，该省份为法国南部沿海省份，南端濒地中海，北起顺时针与阿尔代什省、沃克吕兹省、罗讷河口省、埃罗省、阿韦龙省和洛泽尔省接壤。
与布拉加萨尔格接壤的市镇（或旧市镇、城区）包括：戛纳和克莱朗、洛格里扬弗洛里扬、奥尔图-塞里尼亚克-基扬、皮埃克雷东、基萨克。

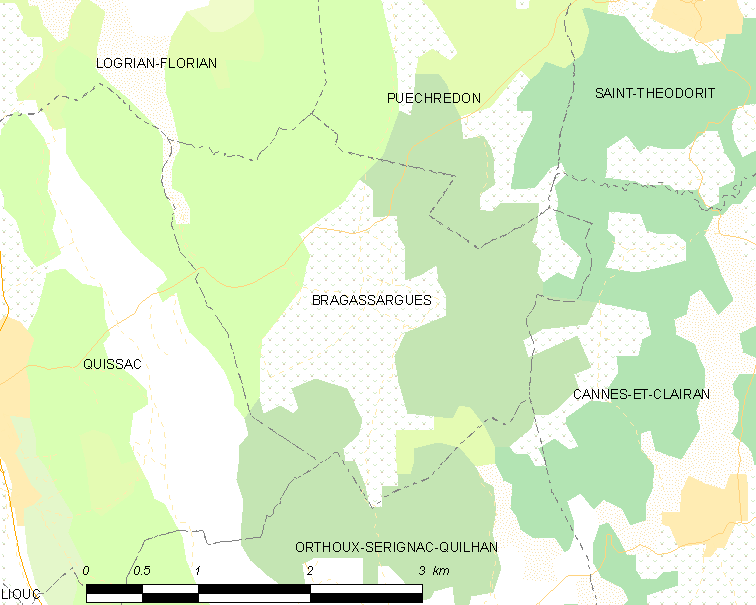
布拉加萨尔格的OSM定位图

布拉加萨尔格的时区为UTC+01:00、UTC+02:00（夏令时）。

## 行政
布拉加萨尔格的邮政编码为30260，INSEE市镇编码为30050。

## 政治
布拉加萨尔格所属的省级选区为基萨克县。

## 人口

1962-2008年间布拉加萨尔格人口变化图示

布拉加萨尔格于2022年1月1日时的人口数量为168人。